# Bernadetta Matuszczak
Bernadetta Matuszczak (* 10. März 1931 in Toruń; † 3. September 2021 ebenda) war eine polnische Komponistin.

## Leben
Nach dem Besuch der Musikschule ihrer Heimatstadt studierte Matuszczak an der Staatlichen Musikhochschule Posen Musiktheorie bei Zygmunt Sitowski, Klavier bei Irena Kurpisz-Stefanowa und Komposition bei Tadeusz Szeligowski. Ab 1960 setzte sie das Kompositionsstudium an der Staatlichen Musikhochschule Warschau bei Szeligowski und nach dessen Tod bei Kazimierz Sikorski fort. Ihr Diplom als Komponistin erhielt sie 1964. Mit einem Stipendium der französischen Regierung studierte sie 1968 in Paris bei Nadia Boulanger.
1965 gewann sie den Wettbewerb junger polnischer Komponisten des polnischen Komponistenverbandes, im Folgejahr den Grzegorz-Fitelberg-Kompositionswettbewerb und 1967 den Wettbewerb der Jeunesses Musicales. Ihr Werk Septem Tubae wurde 1969 beim 43. Weltmusikfest in Hamburg aufgeführt, ihre Kammeroper Julia i Romeo bei den Internationalen Maifestspielen 1972 in Wiesbaden.

## Werke
- Gitanjali nach Rabindranath Tagore für Flöte, Sopran, Glocken und eine männliche Sprecherstimme, 1963
- Sans titre für Klavier, 1963–68
- Dramat kameralny nach T. S. Eliot für Bariton, Bariton vom Tonband, rezitierende Altstimme, Bassklarinette, Cello, Kontrabass und Perkussion, 1965
- Septem tubae für gemischten Chor, Orgel und Sinfonieorchester, 1966
- Kwartet na 3 flety i klawesyn, 1966
- Musica da camera für drei Flöten, vier Posaunen und fünf Tom Toms, 1967
- Julia i Romeo, Kammeroper nach William Shakespeare für Solisten, Pantomime, Sprecher, Chor und Orchester, 1967
- Invocazione per dieci voci, flato, contrabbasso, teorbano e gong, 1968
- Poésie de chambre für Sprecher, Sopran, Bassklarinette, Vibraphon, zwei Cymbals und Tamtam, 1968
- Per strumenti für Streichorchester, Bassklarinette, Trompete und Perkussion, 1969
- Canzone für Sopran, Sopran vom Tonband, Englischhorn und Perkussion, 1969–70
- Humanae voces Opernoratorium für Sprecher, dramatischen Sopran, Chor und Orchester, 1970–71
- Rilke-Lieder für Bariton und Orchester, 1971
- Salmi für Bariton, Sprecher, Harfe, Kontrabass, Perkussion und Licht, 1972
- Misterium Heloizy, Oper, 1973–74
- Elegia o chlopcu polskim für Sopran, rezitierende Altstimme, zwei Frauenchöre und Orchester, 1974–75
- Aforyzmy für Flöte, 1976
- Pamietnik wariata, Opernmonodram nach Nikolai Gogol für Schauspieler, Bariton, Pantomime und Kammerorchester, 1976
- Apocalypsis, Oratorium für Sopran, Bariton, Sprecher, Chor und Orchester, 1976–77
- Dziady Kowienskie, Drama von Adam Mickiewicz für Solisten, Chor und Orchester, 1978
- Canticum canticorum für Alt, Bariton, Chor und Orchester, 1978–79
- Ossesioni concertanti in quattro parti für Perkussion, 1980
- Quartetto in dodici parti für Streichquartett, 1980
- Fraszki für Männerchor a cappella, 1980
- Prometeusz, Kammeroper nach Aischylos für Solisten, Chor und Orchester, 1981–82
- Dwanascie preludiów für Streicher, 1982
- Wiersze dzieciece für Frauenchor a cappella, 1982
- Canti della vita e della morte für Bariton, Cello und Perkussion, 1982–84
- Canto solenne für Bariton, Chor und Orchester, 1983
- Momenti musicali per flauto ed archi, 1983
- Tryptyk Norwida für Bariton, Bassklarinette und Cello, 1983
- Aforyzmy für Klavier, 1984
- Dzwiekowe zabawki, Kinderstücke für Klavier, 1984
- Koleda für Alt mit Klavierbegleitung, 1984
- Pejzaze für Mezzosopran und Klavier, 1984
- Improvisatione für Flöte, 1984
- Miniatury baletowe für Orchester, 1985
- Notturno – Karol Szymanowski in memoriam in tres partes per cello solo, 1987
- Canticum polonum per archi, 1987
- W nocy na starym rynku, Pantomime nach Itzhok Lejb Perez für Solostimme, Chor und Sinfonieorchester, 1988
- Dzikie labedzie Ballett nach Hans Christian Andersen für elektronische Musik, 1988
- Fase per archi da camera, 1989
- Hymnus in honorem beatae Mariae virginis de monte Carmelo für Alt oder Kontratenor und Positiv oder Orgel, 1990
- Nie ma dachu nad glowa füer Alt mit Klavierbegleitung, 1990
- Kolysanka niebieska für Alt mit Gitarrenbegleitung, 1990
- Koleda A. D. 1990 für Alt und Gitarrenbegleitung, 1990
- Dzikie labedzie, Ballettsuite für Schauspieler und Tonband, 1991
- Libera me... für Bariton und Tonband, 1991
- Piesn zalobna pamieci ofiar Katynia für Sopran und Orgel, 1991
- Sny dzieciece für Klavier, 1992
- Quo vadis, musikalisches Drama nach Henryk Sienkiewicz für Solisten, Chor und Orchester, 1993–94
- Canto funebre per archi, in memoriam Wojciech Broniewski, 1995
- Zbrodnia i kara, Drama nach Fjodor Dostojewski, 2008